# Friedrich Rippmann
Friedrich Franz Rippmann (* 11. Juli 1868 in Winnenden; † 11. Februar 1940 in Calw) war ein württembergischer Oberamtmann und Landrat.

## Leben
Als Sohn eines Pfarrers geboren, studierte Rippmann unter anderem in Tübingen, wo er 1889 Mitglied der Tübinger Königsgesellschaft und späteren Burschenschaft Roigel wurde. Nach seinen Examen trat er 1899 in die württembergische Innenverwaltung und wurde 1902 Amtmann am Oberamt Calw. 1915 wurde er in Aalen verwendet und ging im selben Jahr dann als Oberamtmann ans Oberamt Ulm. 1920 wurde er Oberamtsvorstand am Oberamt Rottenburg, 1924 in Calw, wo er 1928 Landrat wurde. 1933 ging er nach Aufforderung durch das Innenministerium in den Ruhestand.